# Nisyros
Die griechische Insel Nisyros (griechisch Νίσυρος [ˈnisirɔs] (f. sg.)) bildet zusammen mit mehreren unbewohnten kleinen Inseln eine Gemeinde (δήμος dimos) innerhalb der Region Südliche Ägäis. Hauptort und Fährhafen ist Mandraki.
Nach der letzten Volkszählung im Jahr 2011 zählte Nisyros 1008 Einwohner. Die Inselfläche beträgt 41,263 km².

## Lage und Geographie
Die Dodekanes-Insel Nisyros liegt im südöstlichen Ägäischen Meer etwa 17,5 km westlich der kleinasiatischen Datça-Halbinsel. Die Entfernung zur nächsten größeren Insel Kos beträgt etwa 16,5 km nach Norden, Tilos liegt rund 17 km südöstlich. In der näheren Umgebung liegen einige kleinere unbewohnte Inseln: entgegen dem Uhrzeigersinn von Norden nach Südwesten Strongyli, Agios Andonios, Gyali, Pergousa, Pachia und Kandelioussa.
Die annähernd runde Insel weist einen Durchmesser von etwa acht Kilometern auf. Das Gelände an der West- und Südküste ist relativ steil. Kleine Buchten und Steilufer wechseln sich im Süden ab. Die Nord- und Ostküsten sind von mehreren kleinen flachen Sandbuchten durchsetzt.
Das Inselzentrum wird von einer Caldera mit einem Durchmesser von 3,8 km dominiert, deren Rand Höhen über 250 m erreicht; die höchste Erhebung liegt bei 588 m. Der Westen und Nordwesten der Caldera wird von fünf Lavadomen eingenommen, von denen der Profitis Ilias (Προφήτης Ηλίας) mit 698 m die höchste Erhebung der Insel darstellt. In der südöstlichen Caldera prägt der Stefanos-Krater mit 300 m Durchmesser ein 0,9 km² großes Geothermalgebiet mit Schlammkratern und Fumarolen.
Die höchste Erhebung außerhalb der Caldera ist im Südwesten der Lavadom Karaviotis (Καραβιώτης) mit 539 m.
| Name                 | griechischer Name              | Fläche km² | Lage                         |
| -------------------- | ------------------------------ | ---------- | ---------------------------- |
| Nisyros              | Νίσυρος (f. sg.)               | 41,263     | 36° 35′ 12″ N, 27° 10′ 2″ O  |
| Strongyli            | Στρογγύλη (f. sg.) (Στρογγυλή) | 00,217     | 36° 40′ 51″ N, 27° 10′ 47″ O |
| Gyali                | Γυαλί (n. sg.)                 | 04,558     | 36° 39′ 54″ N, 27° 7′ 14″ O  |
| Agios Andonios       | Άγιος Αντώνιος (m. sg.)        |            | 36° 39′ 48″ N, 27° 8′ 10″ O  |
| Pergousa (Pergoussa) | Περγούσα (f. sg.) (Περγούσσα)  | 01,169     | 36° 35′ 15″ N, 27° 2′ 18″ O  |
| Pachia               | Παχειά (f. sg.) (Παχιά)        | 01,184     | 36° 34′ 11″ N, 27° 4′ 23″ O  |
| Kandelioussa         | Κανδελιούσσα (f. sg.)          | 01,363     | 36° 30′ 10″ N, 26° 58′ 15″ O |

## Geologie und vulkanische Aktivität

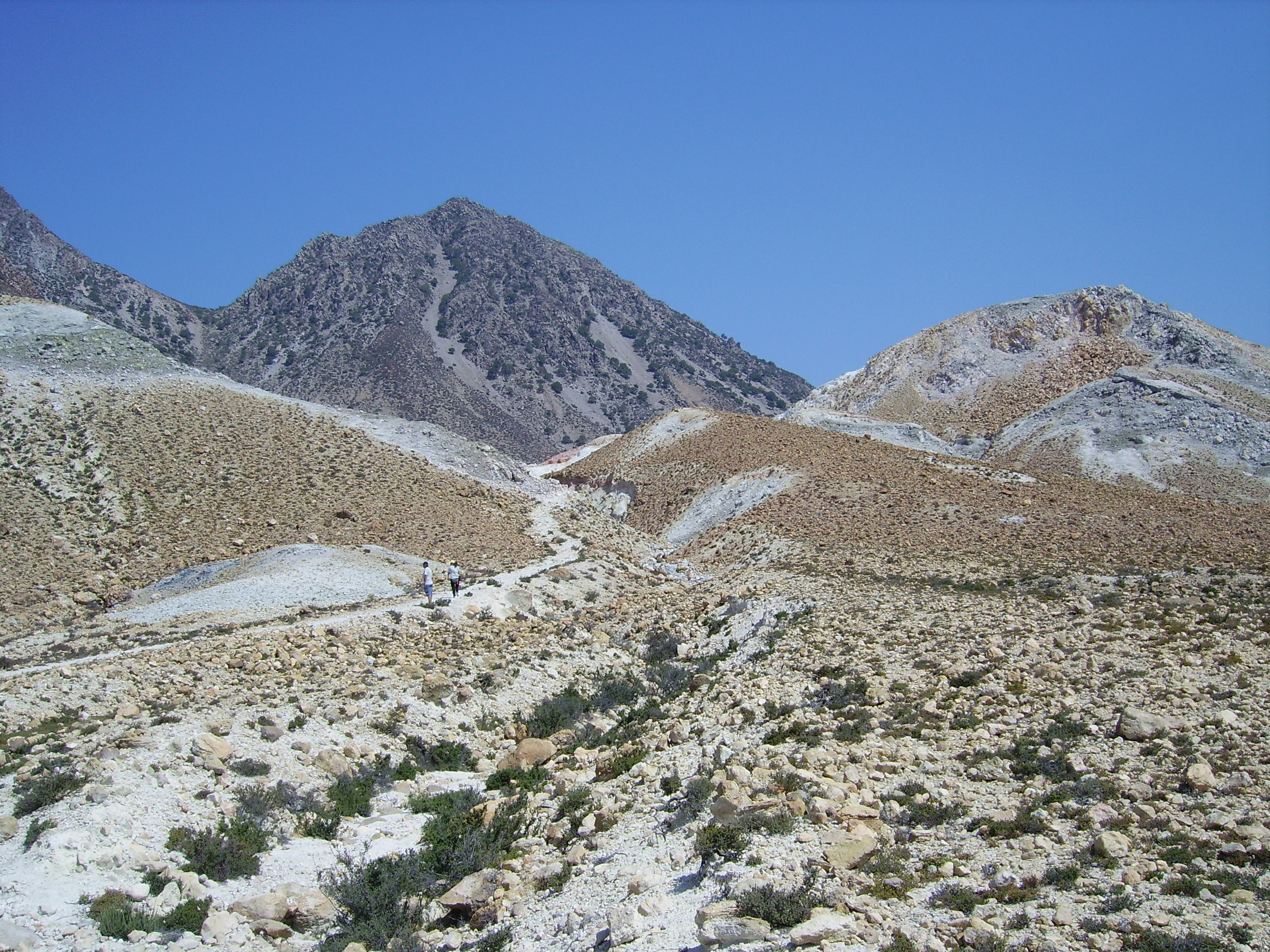
Bimssteinfelder auf Nisyros (August 2007)

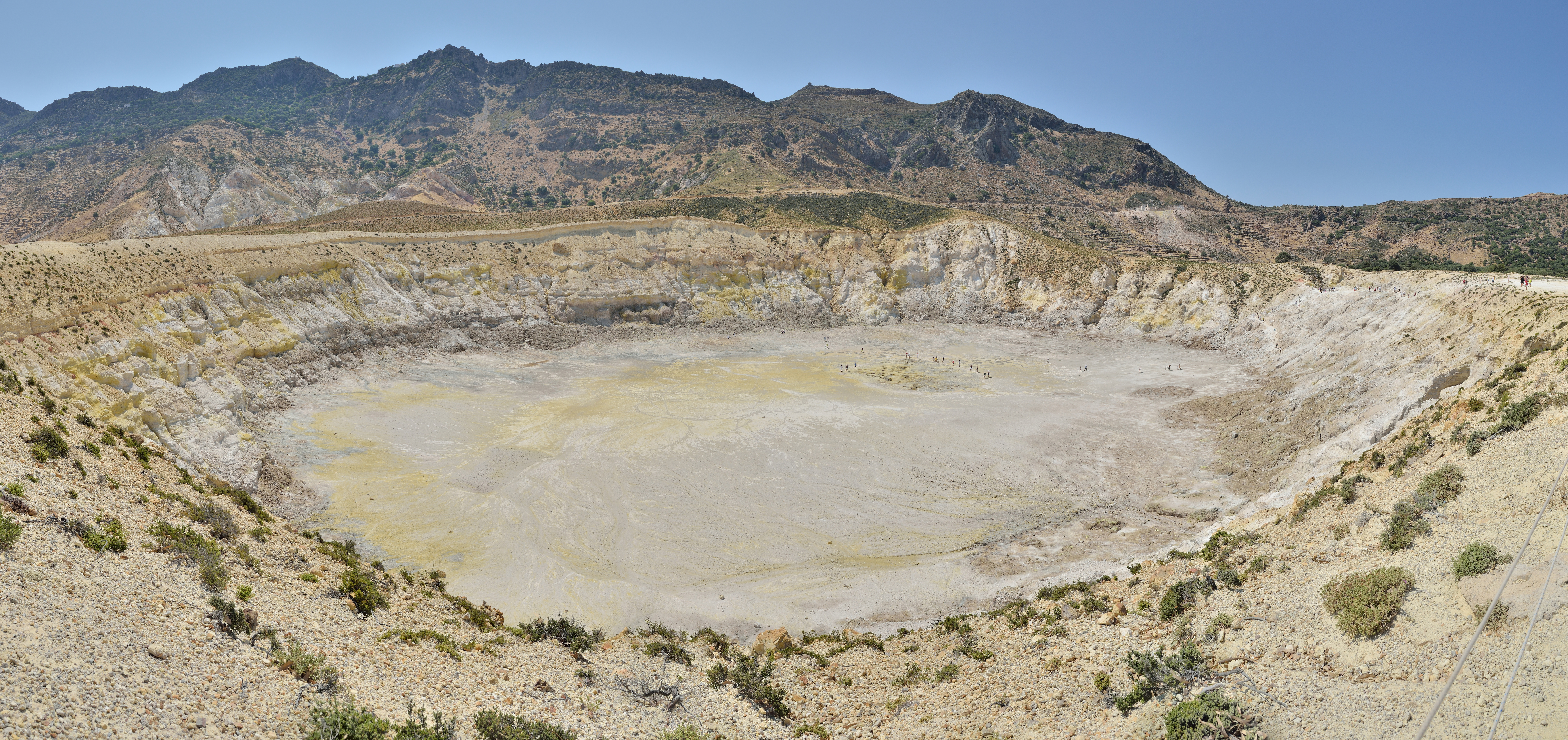
Vulkankrater Stefanos von Nisyros

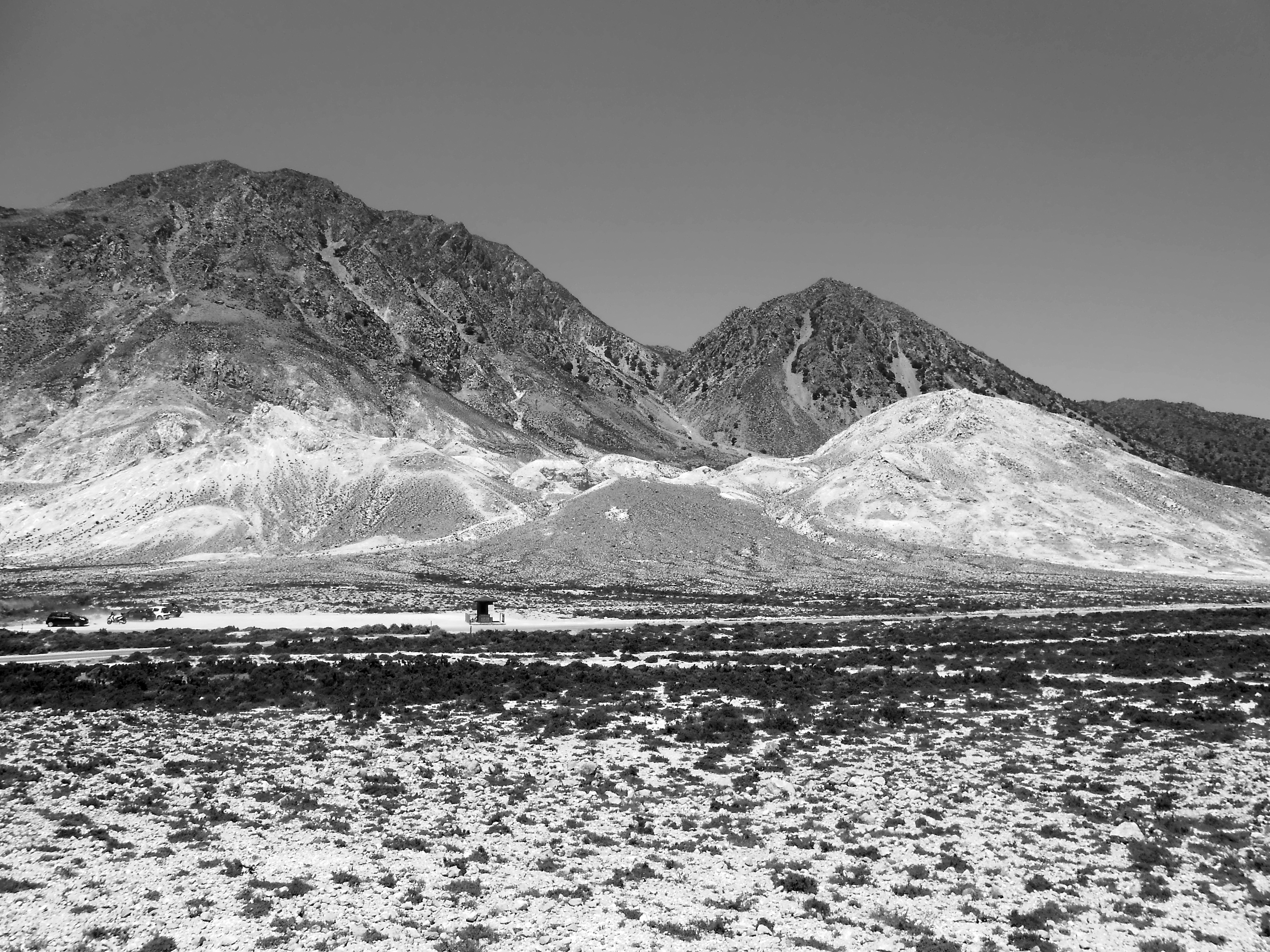
Vulkankrater Alexandros von Nisyros

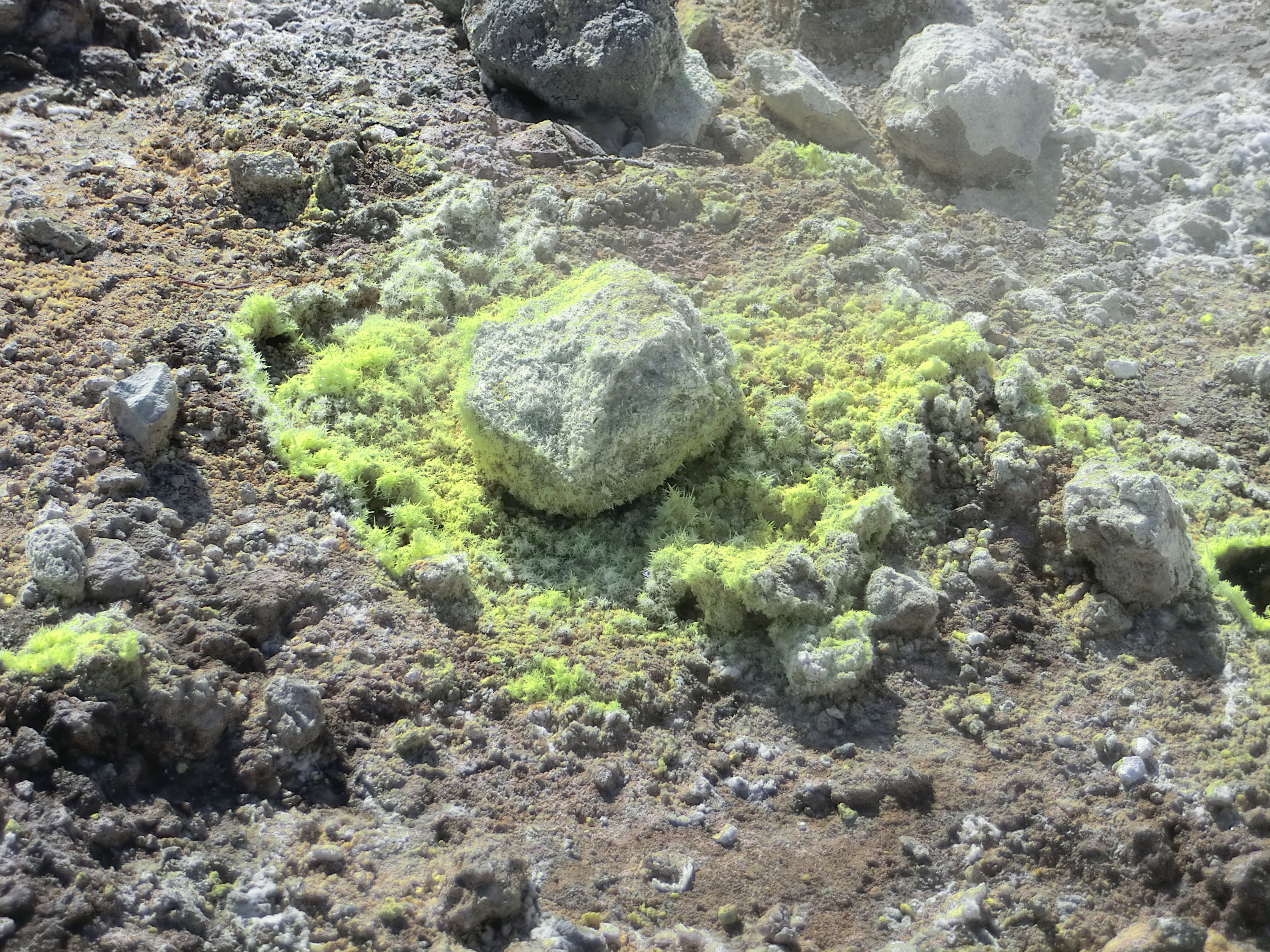
Stefanos-Krater: Fumarole mit Schwefelkristallen

Nisyros ist eine rein vulkanisch gebildete Insel, die wesentlich jünger ist als das benachbarte Kos. Neben Santorin (1950), Milos (ca. 200 n. Chr.) und Methana (270 v. Chr. und 1700 n. Chr.) gehört Nisyros zu den als aktiv geltenden Vulkaninseln des Kykladenbogens in Griechenland. Die ältesten Laven finden sich im Nordwesten der Insel, nahe Mandraki. Es sind untermeerisch gebildete Basalt-Kissenlaven, die durch tektonische Aktivität so weit angehoben wurden, dass sie jetzt an der Meeresoberfläche liegen. Der untermeerische Sockel von Nisyros besteht aus Gesteinen des Erdmittelalters (Kalkgesteine). Diese Gesteine kommen an der Oberfläche als Auswurfprodukte von Eruptionen vor; teilweise sind sie metamorph durch Kontakt mit dem Magma verändert (Skarn). Die überseeischen Gesteine von Nisyros sind Andesit- bis Dacit-Lavaströme im Wechsel mit pyroklastischen Aschen und Schlacken ähnlicher Zusammensetzung. Relativ spät in der Geschichte der Insel kam es zu zwei gewaltigen plinianischen Eruptionen von Bimsstein, in deren Folge die zentrale Caldera einbrach, die jetzt das Zentrum von Nisyros dominiert. Ablagerungen der Aschen und Bimse von Nisyros finden sich auch auf der Insel Tilos südöstlich von Nisyros. Die jüngste magmatische Oberflächenaktivität war das Aufdringen der hochviskosen Dacit-Dome in der westlichen Hälfte der Caldera, die jetzt die höchsten Erhebungen der Insel bilden. Das genaue Alter dieser Dome ist unbekannt, liegt aber vermutlich im Bereich einiger Zehntausend Jahre. Die momentane vulkanische Aktivität beschränkt sich auf heiße schwefelreiche Dämpfe im Stefanos-Krater am Südende der Caldera. Der Krater Polyvotis geht auf eine historisch überlieferte Dampfexplosion im Spätmittelalter zurück. Die letzten hydrothermalen Explosionen gab es 1871–1873 und 1887.
Nisyros wird seit 1980 intensiv erforscht und seit 1995 geophysikalisch überwacht, nachdem es zu signifikanten Änderungen in der Temperatur und Zusammensetzung der ausgestoßenen Gase gekommen war. Zeitgleich setzte 1995 eine starke Bodenaufwölbung der Insel um bis zu 14 cm ein, und es wurde erhöhte mikroseismische Aktivität registriert, die 1998 ihren Höhepunkt erreichte und Anfang 1999 endete. Zwischen 1998 und 2000 senkte sich der Boden wieder um 7 cm ab; im Anschluss (2000/2001) kam es zur Öffnung von Spalten im nordwestlichen Caldera-Boden. Die beobachtete Bodenaufwölbung entstand vermutlich durch ansteigenden Porendruck in einem oberflächennahen hydrothermalen System als Folge von erhöhten Gasfreisetzungen aus einer Magmakammer in größeren Tiefen. Im weiteren Verlauf führte die hohe seismische Aktivität zu einer höheren Durchlässigkeit tektonischer Störungen und damit zu einem Entgasen und Druckabbau im Untergrund und dem damit verbundenen Absinken des Erdbodens. Die anschließende Spaltenbildung zeugt davon, dass oberflächennahe Spannungen im Untergrund nach 2000 noch nicht vollständig abgebaut waren. Zwischen 2003 und 2008 wurden jährlich gravimetrische Messkampagnen auf Nisyros durchgeführt. Die erhobenen Daten zeigten ein periodisches Signal, welches auf Masseschwankungen durch die Zirkulation von hydrothermalen Lösungen im Untergrund zurückgeführt wurde. Das aufgenommene Signal nahm in Amplitude und Frequenz seit 2003 stetig ab, bis es 2008 auf Hintergrundaktivität zurückfiel. Die Feldstudien haben gezeigt, dass gravimetrische Messungen in Calderen Untergrundaktivität sichtbar machen, die mit anderen Messmethoden nicht mehr auflösbar ist.
Im 19. und 20. Jahrhundert wurde Schwefel im Bereich der Schlammkrater im Südwesten der Caldera abgebaut und über einen kleinen Hafen (bei Agia Irini) an der Südküste verschifft; im 20. Jahrhundert wurde der Bims im Norden der Insel abgebaut und über eine Ladestation nahe Pali als Baumaterial verschifft. Gegen Ende des 20. Jahrhunderts gab es Bemühungen, eine Geothermal-Bohrung zur Energiegewinnung zu nutzen, was sich jedoch nicht als praktikabel erwies.
Am 21. Juni 2008 wurde im Dorf Nikia das erste vulkanologische Museum Griechenlands eröffnet.

## Mineralien
Durch die vulkanische Tätigkeit und insbesondere phreatische Ausbrüche wurden an einigen Stellen (Avlaki, Lies-Strand) zusammen mit Bims seltene Skarn-Gesteine an die Oberfläche befördert. Dies sind Kalksteine aus dem nicht-vulkanischen, sedimentären Sockel, auf dem Nisyros aufsteigt. Diese Kalkgesteine wurden bei Temperaturen von ca. 600 bis 800 °C durch Kontaktmetamorphose chemisch und strukturell verändert. In und auf diesen körnigen, sandsteinähnlichen Brocken finden sich rotbrauner Granat (Grossular), tiefgrüner Pyroxen, weißer Wollastonit, Diopsid und extrem selten sind hellbläuliche bis grüne Spinell-Kristalle.

## Gemeindegliederung
Die Gemeinde Nisyros wurde bei der Verwaltungsreform von 2010 unverändert gelassen. Die drei Gemeindebezirke wurden in Ortsgemeinschaften (griechisch [Singular]: topiki kinotita) umbenannt. Die Einwohnerzahlen stammen aus den Volkszählungen von 2001 und 2011.
| Ortsgemeinschaft | griechischer Name    | Code     | Fläche (km²) | Einwohner 2001 | Einwohner 2011 | Dörfer und Inseln                         |
| ---------------- | -------------------- | -------- | ------------ | -------------- | -------------- | ----------------------------------------- |
| Mandraki         | Κοινότητα Μανδρακίου | 64020001 | 25,608       | 708            | 681            | Mandraki, Gyali, Kandelioussa, Loutra     |
| Emborios         | Κοινότητα Εμπορειού  | 64020002 | 12,972       | 192            | 266            | Emborios, Agios Andonios, Pali, Strongyli |
| Nikia            | Κοινότητα Νικιών     | 64020003 | 11,232       | 48             | 61             | Nikia, Avlaki, Pachia, Pergousa           |
| Gesamt           | Gesamt               | 6402     | 49,812       | 948            | 1008           |                                           |

### Dörfer

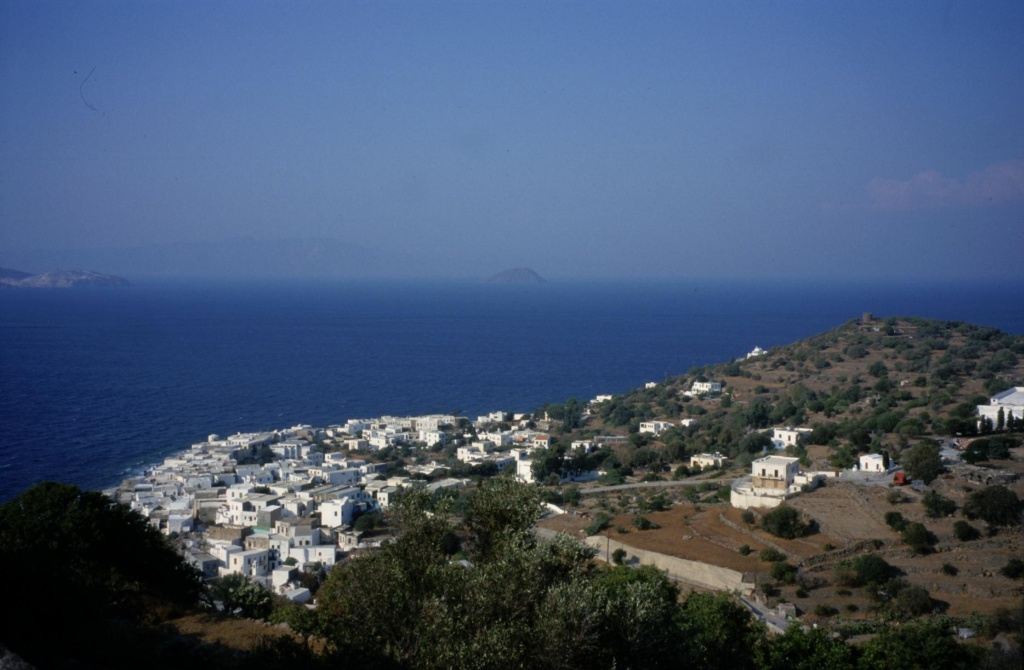
Blick vom Kastell auf den Ort Mandraki auf der griechischen Insel Nisyros (August 2000)

Der Hauptort Mandraki liegt an der Nordküste der Insel. Oberhalb Mandraki liegt das im 14. Jahrhundert an Stelle antiker Vorgängerbauten erbaute Johanniterkastell mit dem Höhlenkloster Panagia Spiliani. In südwestlicher Richtung liegt die antike Akropolis Paliokastro mit ihren Mauern aus Basalt, eine der besterhaltenen Festungen aus der Zeit des 4. Jahrhunderts v. Chr. Die Anlage wurde zwischen 2003 und 2008 rekonstruiert und ist Besuchern frei zugänglich. Im Zentrum Mandrakis zeigt das Archäologische Museum Funde, die die Zeit vom Neolithikum bis zur postbyzantinischen Periode abdecken.
Etwa zwei Kilometer östlich von Mandraki entfernt befindet sich das Fischerdorf Pali mit etwa 239 Einwohnern.

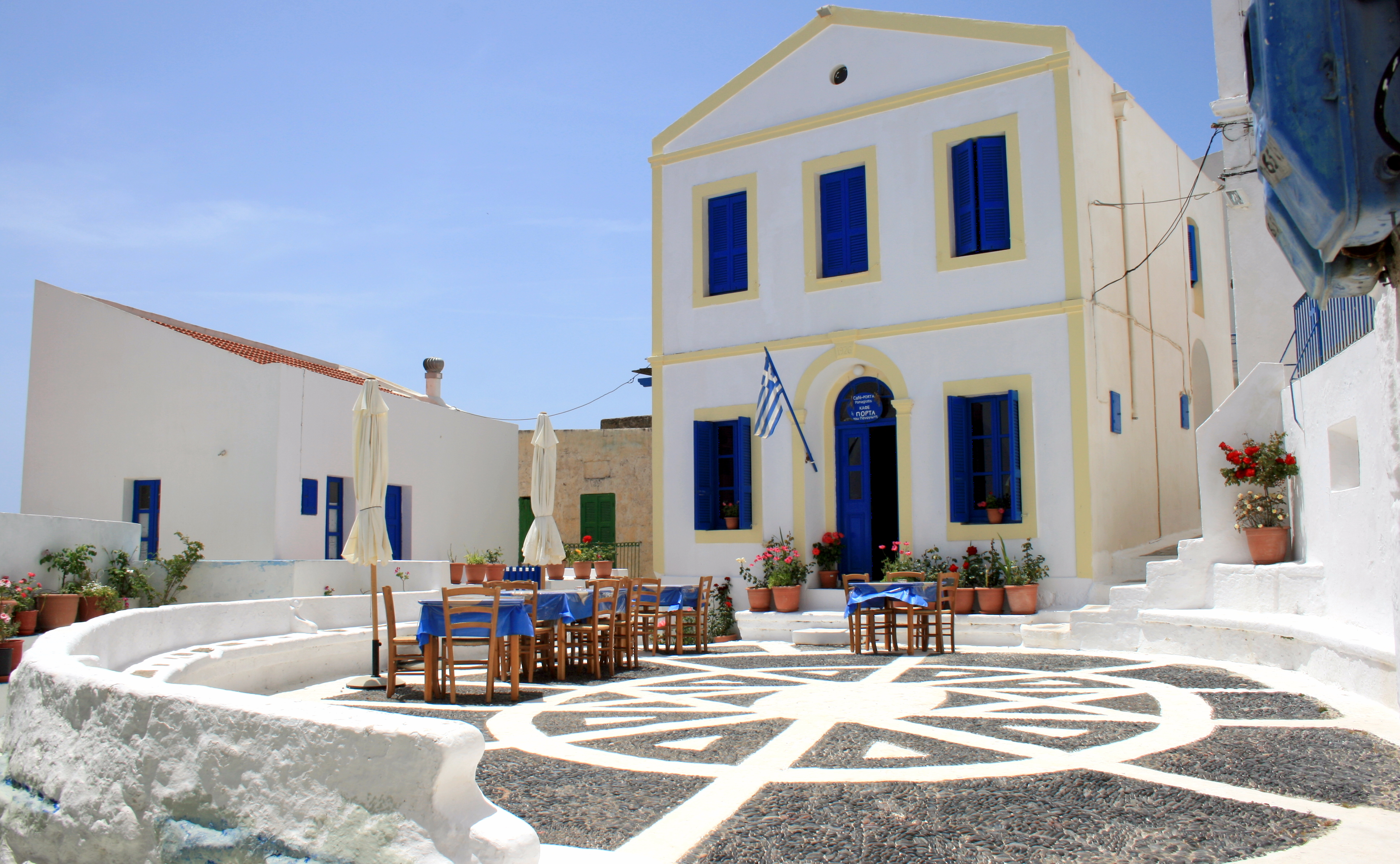
Nikia (Mai 2008)

Auf dem östlichen Kraterrand in etwa 250 m Höhe liegt das kleine Dorf Emborios, das in den letzten Jahren mit EU-Hilfe renoviert wird. Dort befindet sich das am 22. Juni 2008 eingeweihte Vulkanobservatorium mit Blick auf den Kraterkessel.
Das Dorf Nikia, welches in etwa 400 m Höhe liegt, ist ebenfalls auf dem Kraterrand gebaut. Dort befindet sich seit 2008 das Vulkanmuseum Nisyros mit anschaulichem Material zum Vulkanismus (nicht nur) der Insel.

## Infrastruktur

### Verkehr

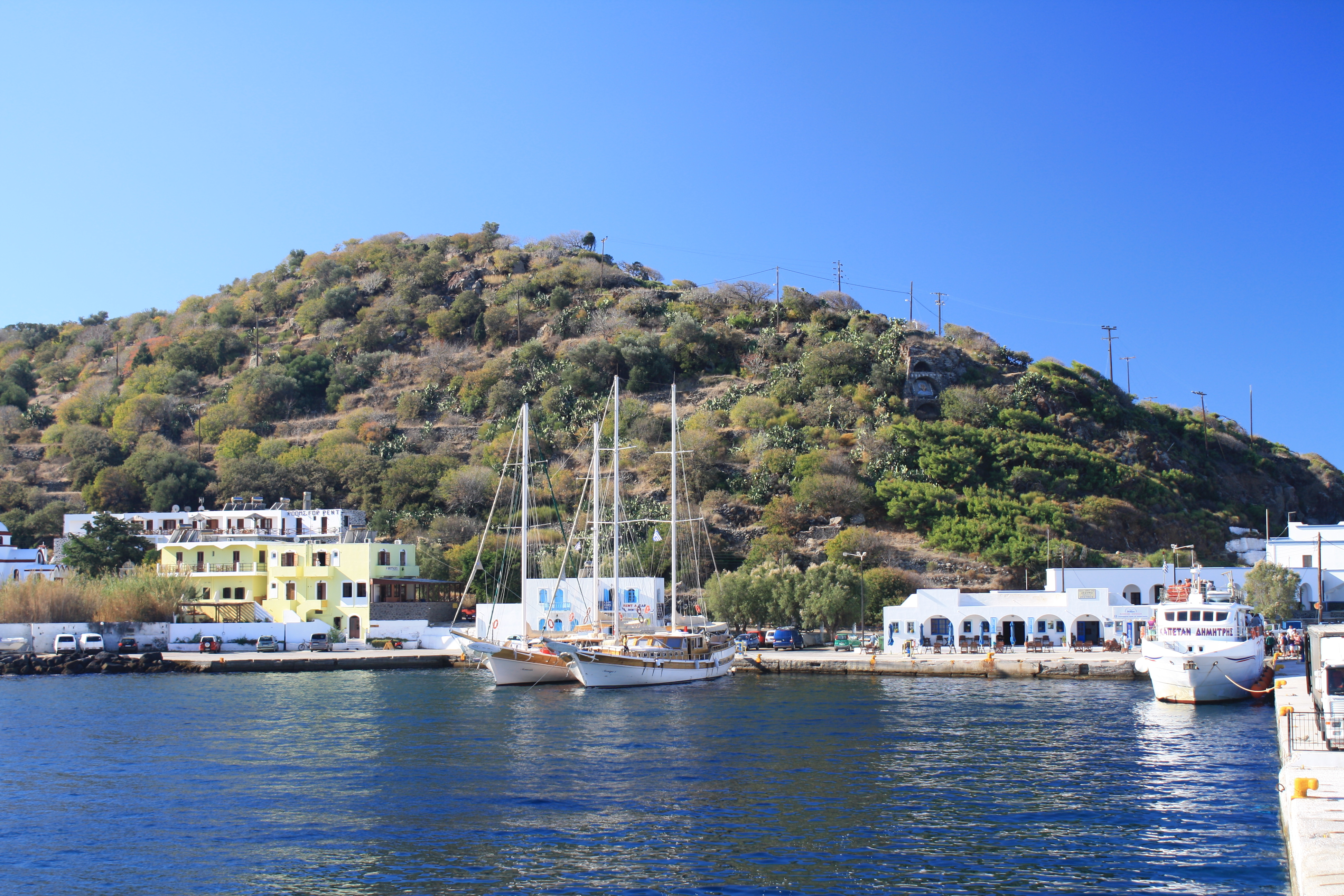
Der Hafen von Mandraki

Nisyros ist nur mit Fähren über Rhodos oder Kos erreichbar. Einziger Hafen der Insel ist Mandraki. Verbindungen mit Piräus bestehen in den Sommermonaten zweimal und in den Wintermonaten einmal wöchentlich. Ausflugsboote von Kardamena an der Südküste der Insel Kos verkehren in den Sommermonaten täglich. Vor allem in den Wintermonaten ist bei ungünstigen Wetterbedingungen der Personen- und Gütertransport nicht gewährleistet.
Trotz seiner rauen Topographie mit schnell ansteigenden Höhen verfügt die Insel über ein angemessen ausgebautes Straßennetz, nahezu jeder Inselteil ist gut erreichbar. Die Gesamtlänge des Straßen- und Wegenetzes beträgt fast 100 km, die Hälfte entfällt dabei auf Wirtschaftswege. Die Inselhauptstraße hat einschließlich der Abzweigungen in die Dörfer Pali und Emborios eine Gesamtlänge von 20 km, wovon die Strecke vom Hafenort Mandraki ins fast 400 m hoch gelegene Dorf Nikia etwa 15 km beträgt. Zunächst verläuft die Straße entlang der Nordküste und wendet sich kurz vor Pali südwärts kurvenreich hoch zu einem Sattel an der Caldera. Nur noch leicht ansteigend führt sie an der Caldera-Außenseite weiter bis Nikia. Der Anteil der Nebenstraßen liegt bei 28 km, unter anderem in die verlassene Fischersiedlung Avlaki an der Südküste.
Der gemeindeeigene Bus verkehrt mehrmals täglich und ist zunächst an den Bedürfnissen von Schulkindern sowie lokaler Bevölkerung ausgerichtet, wird in den Sommermonaten als öffentliches Verkehrsmittel eingesetzt.
Über die Flughäfen in Kos und Rhodos erfolgt die Anbindung an den nationalen und internationalen Flugverkehr. Südlich oberhalb von Mandraki befindet sich für Notfälle ein Hubschrauberlandeplatz.

### Wasserversorgung
Nisyros ist aufgrund fehlender Grundwasservorkommen und geringer Niederschläge eine wasserarme Insel. Der jährliche Wasserbedarf beträgt etwa 100.000 m³. Die Schüttung der einzigen Trinkwasserquelle im Osten der Insel beim Kloster Kyra Panagia ist unbedeutend. Das Problem wurde in der Vergangenheit mit Zisternen für die Speicherung von Niederschlägen gelöst, auch gegenwärtig verfügen viele Haushalte über Zisternen. Wassertransporte durch Tankschiffe vom griechischen Festland oder von Rhodos verursachen dauerhaft hohe Kosten, 1991 erfolgte der Bau einer Anlage zur Meerwasserentsalzung. Zu einer Verbesserung der Situation führte im Jahr 2002 die Inbetriebnahme einer Umkehrosmoseanlage zur Meerwasserentsalzung mit einer täglichen Kapazität von 340 m³.

### Energieversorgung
Obwohl die Insel Nisyros über Potenziale an erneuerbarer Energien verfügt, um den eigenen Energiebedarf und den der umliegenden Inseln zu decken, wird die Stromerzeugung aus fossilen Brennstoffen betrieben. Die Nutzung der Solarenergie in der Südostägäis, mit mehr als 3000 Sonnenstunden pro Jahr eines der sonnenreichsten Gebiete Europas, spielt keine Rolle. Die Erschließung der zweitgrößten Geothermie-Lagerstätte Griechenlands scheiterte bisher an Vorbehalten und am Widerstand der Bevölkerung. Erste Erkundungsbohrungen von 1982 bis 1983 durch das Institut für Geologische und Bergbau-Forschung (IGME ΙΓΜΕ) fanden unter Führung des staatlichen griechischen Energieversorgers DEI (ΔΕΗ) in der südlichen Lakki-Ebene statt. Das geothermische Potenzial des Gebiets liegt bei etwa 50 MW und würde für die Stromversorgung benachbarter Inseln, wie Kos, Tilos, Kalymnos und Leros für zehn Jahre ausreichen. In einem Referendum vom 11. Mai 1997 entschied die Bevölkerung gegen die Nutzung der Geothermie. Nach neuen Verhandlungen zwischen dem Stromversorger DEI und der Gemeinde wird ein 5-MW-Geothermie-Kraftwerk durch die Tochtergesellschaft PPC Renewables S. A. errichtet und betrieben. Dagegen konnten die Vorbehalte der Bevölkerung nicht ausgeräumt werden. Gegenwärtig erfolgt die Stromversorgung von Nisyros über ein Unterwasserkabel vom Ölkraftwerk auf Kos.

## Mythologie
In der griechischen Mythologie wird erzählt, dass der Meeresgott Poseidon bei der Gigantomachie, dem großen Kampf der Götter mit den Giganten, den Giganten Polybotes besiegte, indem er aus der Insel Kos ein Stück herausbrach und nach Polybotes schleuderte und ihn darunter begrub. Dieses abgebrochene Stück wurde zur Insel Nisyros.